# Болије ан Аргон
Болије ан Аргон (фр. Beaulieu-en-Argonne) насеље је и општина у североисточној Француској у региону Лорена, у департману Меза која припада префектури Бар ле Дик.
По подацима из 2011. године у општини је живело 38 становника, а густина насељености је износила 1,29 становника/km². Општина се простире на површини од 29,56 km². Налази се на средњој надморској висини од 276 метара (максималној 301 m, а минималној 146 m).

## Демографија
| 1962. | 1968. | 1975. | 1982. | 1990. | 1999. | 2011. |
| ----- | ----- | ----- | ----- | ----- | ----- | ----- |
| 104   | 81    | 45    | 46    | 42    | 30    | 38    |

График промене броја становника у току последњих година